# امامزاده بی‌بی حلیمه
امامزاده بی بی حلیمه مربوط به دوره قاجار است و در شهرستان دیلم، بخش مرکزی، دهستان حصار، روستای گاودار واقع شده و این اثر در تاریخ ۲۸ اسفند ۱۳۸۵ با شمارهٔ ثبت ۱۸۷۲۴ به‌عنوان یکی از آثار ملی ایران به ثبت رسیده است.